# Titus Livius
Titus Livius (59 f.v.t. – 17 e.v.t.), eller blot Livius, var en romersk historiker, som allerede i sin samtid var berømt for sit monumentale værk om Roms historie: Ab Urbe Condita ("Fra byens grundlæggelse"). Denne beretning strækker sig helt fra byens legendariske grundlæggelse frem til Augustus' regeringstid og Drusus' død i 9 f.v.t. Den traditionelle opfattelse er dog, at "Livius var en yderst ringe historiker, både efter antikke og moderne standarder", hvorfor den historiske korrekthed af visse elementer af værket er bestridt.
Livius var på god fod med medlemmer af det Julisk-Claudiske dynasti, herunder ven med Augustus. Endvidere tilskyndede han Augustus' unge grandnevø – den kommende kejser Claudius – til at begynde at skrive historie.
Livius blev født i Patavium (nutidens Padova), hvor han også døde. Han havde dog – i mellemtiden – levet det meste af sit liv i Rom. Sammen med Ovid, Vergil og Horats udgjorde Livius kernen i guldalderen i Roms litteratur, og Livius, Vergil og Horats spillede tilmed en meget vigtig rolle i propagandaen omkring Augustus' magtovertagelse.

## Liv
Livius blev født i Patavium (det moderne Padova) i det nordlige Italien sandsynligvis i år 59 f.v.t. På tidspunktet for hans fødsel var hans hjemby Patavium den næst-rigeste på den italienske halvø og den største by i den romerske provins det Cisalpine Gallien (nutidens Norditalien). Det Cisalpine Gallien blev indlemmet i selve det romerske Italien i løbet af Livius' levetid (i 42 f.v.t.), og dets indbyggere fik romersk statsborgerskab af Julius Cæsar. I sine værker udtrykte Livius ofte sin dybe hengivenhed og stolthed over Patavium, og byen var kendt for sine konservative værdier inden for moral og politik.
Livius' teenageår (i 40'erne f.v.t.) var en periode præget af borgerkrige i hele den romerske verden. Gajus Asinius Pollio, der på daværende tidspunkt var guvernør i det Cisalpine Gallien, forsøgte at få Patavium til at støtte Marcus Antonius, som var en af lederne af en af de stridende fraktioner under Cæsars borgerkrig (49-45 f.v.t.). De velhavende borgere i Patavium nægtede at give penge og våben til Asinius Pollio og gik i skjul. Pollio forsøgte derefter at bestikke slaverne, som tilhørte disse velhavende borgere, i håb om at få udleveret deres herrer. Bestikkelsen virkede dog ikke, og borgerne valgte i stedet at sværge troskab til Senatet (pompeianere). Det er derfor sandsynligt, at borgerkrigene forhindrede Livius i at tage en uddannelse i Rom eller tage på en dannelsesrejse til Grækenland, hvilket var almindeligt for adelige unge mænd på den tid.
Livius tog formentlig til Rom i 30'erne f.v.t., og det er sandsynligt, at han tilbragte en stor del af sit liv i byen herefter – selvom den muligvis ikke var hans primære bopæl. Under sin tid i Rom var han hverken senator eller besad nogen regeringsposition. Hans værker indeholder elementære fejl i forhold til militære anliggender, hvilket antyder, at han sandsynligvis aldrig har tjent i den romerske hær. Han var imidlertid uddannet i filosofi og retorik. Det virker til, at Livius havde tilstrækkelige økonomiske ressourcer og midler til at leve et uafhængigt liv, selvom det er ukendt hvad oprindelsen til denne velstand var. På grund af sin økonomiske frihed kunne han dedikere en stor del af sit liv til sit arbejde med sine skriftlige værker.
Livius var kendt for at holde recitationer for små tilhørergrupper, men han engagerede sig efter sigende ikke i deklamation, hvilket ellers var en populær aktivitet på denne tid. Livius var dog en ven af kejser Augustus og den kejserlige familie. Augustus blev senere (af bl.a. romerne i det sene Romerske Kejserriges) betragtet som den bedste kejser, hvilket bidrog positivt til Livius' ry langt efter hans død. Sveton beskriver, hvordan Livius opmuntrede den kommende kejser Claudius (født i 10 f.v.t.) til at skrive historiske værker i sin barndom.
Livius' mest berømte værk var hans historiefortælling om Rom. Heri beskriver han byens komplette historie, fra grundlæggelsen og helt frem til Augustus' død. Eftersom han skrev sine værker under Augustus' regeringstid, lægger Livius' historieskrivning stor vægt på Roms store triumfer. Han pyntede på beretningerne om romersk heroisme for at promovere den nye styreform, som Augustus implementerede, da han blev kejser. I forordet til sit værk udtaler Livius, at det er ligegyldigt, om hans personlige berømmelse forbliver i mørke, så længe hans arbejde hjælper med at "bevare mindet om verdens førende nations bedrifter." Da Livius hovedsageligt skrev om begivenheder, der fandt sted flere hundrede år tidligere, er den historiske værdi og korrekthed af hans arbejde omstridt. Alligevel kom mange romere til at tro på hans beretninger som var de sandheden.
Livius var gift og havde mindst én datter og én søn. Derudover producerede han andre værker, herunder et essay i form af et brev til sin søn og adskillige dialoger (sandsynligvis inspireret af lignende værker af Cicero). En af hans sønner skrev en bog om geografi, mens en datter blev gift med Lucius Magius, som var en retoriker.
Titus Livius døde i år 17 e.v.t. i sin fødeby Patavium. Gravstenen for Livius og hans kone menes måske at være fundet i Padova.

## Ab Urbe Condita
Livius' eneste overlevende værk er almindeligvis kendt som "Roms historie" (eller på latin "Ab Urbe Condita", som kan oversættes til "Fra byens grundlæggelse"). Sammen med Polybios' værker anses dette værk bl.a. for at være en af de vigtigste beretninger om den Anden Puniske Krig.
Da Livius påbegyndte sit store værk om Roms historie, var han ikke længere ung – formentlig omkring 33 år gammel. Begivenheder i hans tidligere liv må have ført ham i retning af det intense historiske arbejde. Han fortsatte med at skrive på værket, indtil han i sin alderdom forlod Rom og vendte tilbage til Patavium. Dette skete sandsynligvis under kejser Tiberius' regeringstid, efter Augustus' død. Seneca den Yngre beskriver Livius som en taler og filosof, der også havde forfattet forskellige værker inden for disse felter.
Ab Urbe Condita er et monumentalt historisk værk om det antikke Rom, der blev skrevet mellem år 27 og 9 f.v.t. Værket dækker perioden fra de legendariske fortællinger om Æneas' ankomst og flugt i forbindelse med Trojas fald, til grundlæggelsen af Rom i 753 f.v.t., fordrivelsen af kongerne i 509 f.v.t., og hele vejen frem til Livius' egen tid under kejser Augustus' regeringstid. Den sidste begivenhed, som Livius beskriver, er Drusus' død i år 9 f.v.t. Desværre er kun omkring en fjerdedel af værket bevaret – altså 35 ud af de oprindelige 142 bøger. De overlevende bøger beskæftiger sig med begivenheder frem til år 293 f.v.t. (bog 1-10) og fra år 219 f.v.t. til 166 f.v.t. (bog 21-45). Indholdet af 107 bøger kendes fra epitomer.

Livius' Ab Urbe Condita spillede en central rolle i udviklingen af den såkaldte "nordlige teori" om etruskernes oprindelse. I bogen skriver Livius nemlig:
"Grækerne kalder dem også 'tyrrhenere' og 'adriaterne' ... Alpetriberne er uden tvivl af samme slags, især ræterne, der på grund af deres lands natur er blevet så uciviliserede, at de ikke har bevaret noget spor af deres oprindelige tilstand undtagen deres sprog, og selv det er ikke fri for fordærvelse."
Mange forskere, herunder Karl Otfried Müller, brugte denne udtalelse som bevis for, at etruskerne (eller tyrrhenerne) indvandrede fra nord og var efterkommere af en alpetribe kendt som ræterne. Livius' beretning var således med til at skabe en teori om, at etruskerne ikke var indfødte i Italien, men derimod indvandret fra et nordligt bjergområde. Denne teori herskede i en periode, men er siden blevet udfordret af arkæologiske fund og nye sproglige analyser.
Livius fulgte den annalistiske tradition og lod sin beretning udfolde sig i kronologisk orden. Hans mål var at skabe et modstykke i prosa til Vergils kæmpemæssige digt Æneiden med vægt på de samme moralske dyder. Livius' formål var at give romerne en klar og ligefrem beretning om historien, som skulle tilfredsstille deres forfængelighed uden at fjerne sig alt for langt fra sandheden. Den traditionelle opfattelse er, at "Livius var en yderst ringe historiker, både efter antikke og moderne standarder." Denne holdning bygger på forskellige årsager – heriblandt at han udelukkende baseret sit værk på tidligere historiske værker, og at han havde en ringe forståelse af disse historiske værker. Disse faktorer medvirker til opfattelsen af Livius som en historiker med begrænset pålidelighed.
Værket blev en enorm succes; det kom til at overskygge alle ældre historikere, og de yngre måtte nødvendigvis tage udgangspunkt i det. Værket fik enorm betydning for romernes opfattelse af deres fortid i det tidlige kejserrige, og da Livius var tæt knyttet til Augustus, lå værket også helt på linje med kejserens politik.

### Egne udgivelser
- Livius, Titus. "Ab Urbe Condita Libri" (latin). The Latin Library. Hentet 13. august 2009.
- Livius, Titus (2004) [1904]. "Books I-III". Roman History (engelsk). Freese, John Henry (Oversætter); Church, Alfred John (Translator); Brodribb, William Jackson (Oversætter); Osborne, Duffield (Bidragyder). Project Gutenberg. Arkiveret fra originalen 24. maj 2024. Hentet 13. august 2009.
- Ab urbe condita (History of Rome), Books I-III (eBook in English) på Project Gutenberg.
- Ab urbe condita (History of Rome), Books IX to XXVI (eBook in English) på Project Gutenberg.
- Ab urbe condita (History of Rome), Books XXVII to XXXVI (eBook in English) på Project Gutenberg.
- Værker af Livius på LibriVox (lydbøger i det offentlige domæne)

## Eksterne link
- Digital faksimile af håndskriftet GKS 495 2° på Det Kongelige Bibliotek (fra 1400-tallet, hele tredje dekade)
- Digital faksimile af fragmenterne 2813 & 2814 på Det Kongelige Bibliotek (fra 800-tallet, brudstykke af anden bog)